# Radioavisen
 Der er for få eller ingen kildehenvisninger i denne artikel, hvilket er et problem. Du kan hjælpe ved at angive troværdige kilder til de påstande, som fremføres i artiklen.

Radioavisen er navnet på den nyhedsudsendelse, der sendes hver time på DR's radiokanaler P1, P2 og P4, DAB kanalen P5, samt på P3 i aftentimerne. Radioavisen gik i luften som Pressens Radioavis 1. august 1926. Det nuværende navn fik udsendelsen 1. juli 1964. Radioavisen har næsten 3 mio. lyttere hver dag, hvilket gør den til Danmarks suverænt største nyhedsmedie. Redaktionen har omkring 60 ansatte. 

## Radioavisen kom først
Navnet Radioavisen går længere tilbage end til den officielle premiere i 1926. I 1923 var den såkaldte Landmandsbank-sag begyndt i landsretten – og derfor havde dagbladet Politiken trykt en løbeseddel. Da journalist Svend Carstensen skulle præsentere en koncert i radioen, kom han i tanke om løbesedlen, der lå i hans lomme. Hvis den er interessant som løbeseddel, må det også være interessant i radioen, må den 24-årige journalist have tænkt. For resolut hev han sedlen frem og sagde:
"Nu kommer Radioavisen". Svend Carstensen havde skabt den første europæiske radioavis  den 15. juni 1923.
Det viste sig at være en god ide. Politiken, der samarbejdede med Dansk Radio-klub, modtog et sted mellem 200 og 300 breve fra lyttere, der mente, at Radioavisen var en god ide.
Søndagen den 24. juni 1923 klokken 21.00 blev Radioavisen sat i system. Hjalmar Rasmussens stemme lød i højttalerne:
"Hallo. Hallo. Her er Lyngby Radio. Her er Lyngby ra-di-o. Hermed begynder oplæsninger af Politikens første radioavis. For første gang i den trådløse telefonis historie udsendes pressemeddelelser med nyheder af interesse for det store publikum radiofonisk til de lyttende amatører..."
Fra oktober fik Politikens Radioavis studie på Meteorologisk Institut, der fra den 1. august 1923 havde sendt vejrmeldinger. Det foregik i et lokale på instituttet – og dermed kunne oplæseren fra Politikens Radioavis undgå at tage turen hele vejen til Lyngby.

## Pressens Radioavis
Radioarbejdet var drevet af pionerer, og der manglede en egentlig struktur i dansk radiofoni. Den kom først med Statsradiofonien i 1925 – det senere Danmarks Radio, nu DR.
1. august 1926 begyndte Pressens Radioavis at sende daglige nyheder, der blev redigeret af dagbladene. Det var også dagbladenes organisationer, der stod for at ansætte personale til Pressens Radioavis. Således var Pressens Radioavis en selvstændig del af Statsradiofonien og Danmarks Radio.
I dag er vi vant til radioavis hver time – men først udviklede nyhedsbilledet sig ikke så kraftigt som i dag. Statsradiofonien udsendte radioaviser klokken 19.00 og 22.00. Først i 1939 kom der også en udsendelse til middag.

## OPROP!
Da tyske tropper invaderede Danmark den 9. april 1940, var radioen blevet et vigtigt medie. Danskerne havde antagelig allerede set sedlerne med overskriften "OPROP!", der flød i gaderne, men Statsradiofonien skulle også bringe teksten.
Det blev Carl Frederik Schiønning, der fik den tvivlsomme ære at læse Kaupischs proklamation op klokken 8:30 – en stor kontrast til den morgenandagt, der var på programmet.
Men selvom radioen – og dermed også Pressens Radioavis – blev censureret, kunne danskerne ganske kort tid efter tyskernes indmarch høre dansk radio fra London. Det var en kort udsendelse til søens folk, der blev opfordret til at søge britisk eller allieret havn.
Nogle dage efter blev der stablet en rigtig, daglig radioavis på benene. Radioaviserne varede fem minutter og blev oplæst af de danske journalister Paul Palmér og Leif Gundel. Ud over de ucensurerede danske nyheder fra BBC blev udsendelserne også brugt som kommunikationsværktøj mellem modstandsgrupper. Det blev blandt andet gjort ved at sende "hilsner", der henviste til bestemte modstandsgrupper. I starten blev koderne skjult i den måde, oplæseren sluttede udsendelsen på: "Vi kommer igen...", "Vor næste udsendelse følger..." og så videre.
I en periode blev meddelelserne banket i morsekode under udsendelserne – og en tid gik det lidt over gevind med opfindsomheden. Således kom der en overgang meget sære "særmeldinger" – for eksempel om "Grisen, der gik på ruller"[kilde mangler].
Der blev sendt radioaviser i Danmark under hele besættelsen – men det skete under tysk censur. Til gengæld fik danskerne også en radioavis om morgenen[kilde mangler].

## Flere radioaviser
Under anden verdenskrig havde danskerne vænnet sig til morgenradioavisen. Men da krigen sluttede, forsvandt morgenens nyhedsopdatering også.  Dagbladene, der stadig stod bag Pressens Radioavis, var dog ikke meget for at radioen skulle bringe nyheder om morgenen; det kunne jo betyde, at lytterne ikke ville købe avisen. Fra 1947 blev morgenradioaviser dog alligevel indført – endda hele to af slagsen.
De morgenduelige arbejdere blev belønnet med nyheder allerede klokken 6:15 – kontorister og andre kunne lytte med klokken 8:00.

## Her er Radioavisen – nu med konkurrence
I 1964 var det slut med indflydelse fra dagbladene. Danmarks Radio overtog nyhedsdækningen uden avisernes mulighed for at redigere nyhederne og ansætte personale.  Pressens Radioavis var nu blot en Radioavis – og dermed en del af Danmarks Radio på linje med de andre afdelinger.
Men hvor der var opstået selvstændighed, opstod der også kort efter konkurrence. TV-Avisen gik i luften i 1965 – og det nye billedmedie var lidt lettere at forholde sig til for brugerne.
Hvad Radioavisen manglede af billeder, havde den til gengæld i hurtighed. Det er lettere at redigere nyheder til radio, ligesom det rent teknisk er hurtigere at producere radioudsendelser.
Så i 1975 oprustede Radioavisen med timenyheder på fem minutter.

## Hver kanal sin radioavis
Alle skal kunne lytte med og de skal have en radioavis, der passer til det program, de lytter til. I 1999 fik P3 således sin egen radioavis – de såkaldte P3 Nyheder. Det har vist sig at være en stor succes, for P3-lytterne gad ikke lytte til den "rigtige" radioavis. 
I 2006 blev Radioavisen atter delt. Fra den 1. februar er radioaviserne på P1 og P4 (regionalradioerne) blevet lavet i forskellige udgaver. Efter klokken 9 var radioaviserne dog ens på de to kanaler. Fra 2. januar 2007 fik P2 også sin egen radioavis, og den lange Radioavis på P4 blev sløjfet og erstattet med en egentlig P4-avis. Der er fortsat en lang radioavis klokken 18, men kun på P1.
Fra marts 2008 blev der flere formaterede radioaviser. Nu sendes også den lange radioavis klokken 12 i to forskellige udgaver: En til P1 og en til P4. Det samme gælder radioaviserne klokken 16 og 17.
Efter klokken 18 og til og med fem om morgenen, er radioaviserne ens på alle kanalerne.

## Hvordan laves Radioavisen
Radioavisen har omkring 60 medarbejdere, og redaktionen er delt i indlands- og udlandsjournalister.
Det er redaktionssekretæren, der styrer, hvad skal der sendes og hvordan. Hvis der for eksempel er sket en ulykke på Storebæltsbroen, gælder det om, at en reporter er på pletten. Ulykken bliver formentlig dækket af regionalradioerne i området – og så skal det koordineres, hvordan man kan dele indhold fra eksempelvis DR Fyn eller DR Sjælland i Næstved (tidligere Regionalen i Næstved).
Efter digitaliseringen er det blevet væsentligt lettere at dele indhold, idet Radioavisen og de regionale stationer kan udveksle lydfiler direkte. Tidligere skulle indslaget, der blev klippet på spolebånd, sendes via en analog linje til Radiohuset, hvor det så blev optaget og sendt.

### Dagligdagen på Radioavisen
Der er for få eller ingen kildehenvisninger i denne artikel, hvilket er et problem. Du kan hjælpe ved at angive troværdige kilder til de påstande, som fremføres i artiklen.

Redaktionssekretærerne møder om natten og læser nattens telegrammer og de aviser, der er kommet. Så bliver det besluttet, hvilke historier, der skal satses på, og hvordan de kan udvikles.
Lidt senere møder reporterne, der skal stå for at lave interviews og skrive nyheder til morgenens udsendelser. De starter ligesom redaktionssekretærerne læser de også nattens aviser og tjekker, hvad der er kommet fra nyhedsbureauerne.
Dagens første redaktionsmøder holdes mellem 4 og 5, hvor redaktionssekretærerne drøfter hvilke nyheder – og med hvilke vinkler – der skal møde lytterne, når de tænder for radioen.
I løbet af dagen foregår der en udskiftning af nyhedsredaktører, værter og journalister.
Radioavisen blev indtil 25. november 2006 sendt fra Radiohuset. Herefter flyttede redaktionen ud i DR Byen i Ørestad.

### Teknikken
Frem til udflytningen til DR Byen blev de store udsendelser afviklet fra studie 30 i Radiohuset via en pult fra midtfirserne specialfremstillet af NP-elektroakustik i Stilling. Mikrofonerne var Neumann U89. De særskilte P1-Radioaviser afvikledes fra studie 26.
De korte udsendelser blev afviklet af studieværten selv fra studie 35. Det foregik via en mindre SEELECT-pult fra norske Seem Audio med et Sennheiser HD25-headset. 
Tidligere brugte Radioavisen spolebåndoptagere til optagelse og redigering. Men efter digitaliseringen bliver feltoptagelser lavet på håndholdte Maycom-maskiner eller Flash-Mic, og redigeringen foregår i redigerings- og afviklingsprogrammet Dalet.
Da man endnu benyttede spolebånd, var det Nagra IS (IS står forresten for Idioten Sicher), der var den foretrukne reportagebåndoptager. I andre redaktioner overspillede man de bånd, der blev optaget med reportagebåndoptagerne til nye bånd og ved højere hastighed (15" i sekundet). Herved er det lettere at redigere præcist.
På Radioavisen var hastigheden dog lavere, alene af den grund, at man alligevel sjældent kunne nå at overspille materialet til nye bånd. Derfor klippede man direkte i råbåndene og ikke kopier. Det betød lavere båndhastighed, fordi Nagra IS ikke kan optage mere end 7,5" i sekundet. Til redigering af interviews er denne hastighed rigelig. 
Som standard benyttedes den legendariske ElectroVoice 635 A som reportagemikrofon, og den benyttes også af nogle journalister sammen med Maycom-optagerne, der ellers har indbygget mikrofon.

### Teknikken i DR Byen
Ved flytningen fra Radiohuset på Frederiksberg gik Radioavisen over til nyt afviklingsudstyr. Pultene er af typen On Air 3000 fra schweiziske Studer. Mikrofonerne er den samme som i alle andre DR Byens studier: Microtech Gefell M 930.

#### Sendevogn
Radioavisen råder over en reportagevogn af mærket VW. I vognen findes redigeringsudstyr, således at man kan klippe indslag på stedet og sende det færdigt hjem til studiet; eller man kan sende direkte fra vognen.
Vognen har returkommunikation, så ENG-reporteren kan få instruktioner fra studiet direkte under udsendelsen.
Sendevognen kan bruges overalt i Danmark. Man skal bare finde den nærmeste modtager, der så kan transmittere signalet hjem til Radioavisen. Men i praksis bruger man DR's regionale enheders sendevogne uden for hovedstadsområdet.

## Radioavisen i nye omgivelser
Lørdag den 25. november 2006 klokken 18 takkede Preben Lund af i den sidste Radioavis sendt fra Radiohuset (Ny Fløj). En time senere bød Jan Falkentoft velkommen til den første Radioavis sendt fra DR Byen, nærmere bestemt segment to, hvor også TV Avisen har til huse. Dermed blev hele DR's nyhedsproduktion samlet i samme hus for første gang siden 1983, da TV Avisen flyttede til TV-byen.
Udflytningen betød også en opslitning af Radioavisen, så DR's Nyhedsbureau, der stod for de korte radioaviser, timeaviserne, ?????. Nyhedsbureauet var et konglumerat af DR's nyheder på internettet og tekst-tv samt de korte Radioaviser. Da DR Update kom til, var det under samme hat. 7. januar 2008 kom de korte radioaviser igen ind under Radioavisens hovedredaktion.

## Hvis ulykken skulle ske
Når ulykken er størst, skal Radioavisen være nærmest. Radioavisen skal kunne varsle på alle tider af døgnet, hvis der sker naturkatastrofer, giftudslip eller lignende. Det sker ved beredskabsmeddelelser. Heldigvis begrænsede meddelelserne sig som regel til at varsle om spøgelsesbilister. 'Spøgelserne' blev dog primo 2008 DR Trafiks område.
Skulle det for alvor gå galt, stod nødstudiet fra starten af 1980'erne parat. Her kunne syv medarbejdere leve i en uge med egen el-, vand- og luftforsyning.
Nødstudiet var sikret mod atomudslip og er desuden bombesikkert, så selvom man skal leve af dåseskinke og konservespølser, er det et sikkert sted at opholde sig. Studiet blev oprettet som følge af frygten for, at den kolde krig skulle eskalere – ligesom atomkraftværkerne også skabte frygt for landets sikkerhed. Så hvis ulykken skulle ske, skulle bunkerstudiet kunne modstå presset. Meget passende havde studiet fået navnet "Studie 00" på de krydsfelter, der forbandt alle studierne i DR; den sidste redaktionelle arbejdsplads.
Ved udflytningen til DR Byen har man dog sløjfet ideen om et egentligt nødstudie. I stedet skal DR Byen som helhed være mere gearet til at kunne sende i krisesituationer.

## Kending
Radioavisen kl. 12:00 indledes med lyden fra rådhusklokkerne på Københavns Rådhus. Førhen sendtes også de 12 timeslag, der bragte den totale længde op på næsten to minutter, før de egentlige nyheder. 
Det var for lang tid, mente DR's ledelse, der overvejede helt at afskaffe de daglige klokketransmissioner. Det affødte megen polemik – det blev endda diskuteret i Folketinget. Men lørdag den 8. februar 2003 kunne lytterne høre overskrifterne allerede 26 sekunder over 12. Rådhusklokkerne var blevet beskåret.
 Allerede et par år inden var der dog sket en drastisk ændring, som dog næppe er blevet bemærket af ret mange lyttere. Rådhusklokkerne blev ikke længere sendt direkte. Mange har gennem tiden tvivlet på, om klokkerne faktisk blev transmitteret direkte, men det gjorde de. For eksempel kunne man høre at lyden ændrede sig i frostvejr (som påvirker klokkernes stemning) ligesom man kunne høre luftalarmen, når der var prøver klokken 12 om onsdagen, før man gik over til lydløse afprøvninger af sirenevarsling. Selve transmissionen foregik via en ledning, der gik uden forstærkning fra klokketårnet til Radiohuset.
Men transmissionen af klokkerne blev droppet, og lyden bliver nu afviklet direkte fra studiet. Årsagen var, at der er visse udsving i præcisionen af et tårnur. Det blev et problem, fordi samtlige kanaler på DR skal kunne styre, efter at klokken er 12 – så nytter det ikke noget, hvis klokkerne kommer på to sekunder for tidligt. Angiveligt bliver forbindelsen fra Rådhuset dog stadig brugt nytårsaften kl. 24.
I øvrigt udskiftes den kendingsmelodi (jingle), der indleder selve Radioavisen. Den forrige kending havde som en del af lydbilledet et morsesignal, der lød -··/·-·/-·/·- (DRNA). Akronymet skal ifølge forlydender stå for Danmarks Radio, Nyheder og Aktualitet.[kilde mangler]